# 25 North Colonnade
Le 25 North Colonnade est un gratte-ciel de la ville de Londres. Il est situé dans le quartier de Canary Wharf. 
Conçu par le cabinet d'architectes John McAslan and Partners, il a été construit en 1991 par Canary Wharf Group. 
Le bâtiment est haut de 80 m et comporte 15 étages.